# جان فاسکو
جان فاسکو (انگلیسی: John Fusco) فیلم‌نامه‌نویس، تهیه‌کننده فیلم و مؤلف اهل ایالات متحده آمریکا است. وی دانش‌آموختهٔ مدرسه هنر تیش دانشگاه نیویورک است.
از فیلم‌ها یا مجموعه‌های تلویزیونی که وی در آن‌ها نقش داشته است، می‌توان به پادشاهی ممنوعه و چهارراه اشاره نمود.